# Pinus coulteri
Pinus coulteri е вид растение от семейство Борови (Pinaceae). Видът е почти застрашен от изчезване.

## Разпространение
Разпространен е в Мексико и САЩ.